# Bevochtigingsmiddel
Een bevochtigingsmiddel of humectans is een wateraantrekkende stof die om deze eigenschap wordt toegevoegd aan levensmiddelen en cosmetica.
Meestal bestaat een bevochtigingsmiddel uit moleculen met meerdere hydrofiele groepen. Vaak zijn dit hydroxylgroepen, maar ook aminen en carbonylgroepen kunnen voorkomen.
Bevochtigingsmiddelen worden gebruikt in levensmiddelen en cosmetica om uitdroging van het product te voorkomen. In bepaalde soorten cosmetica worden vochtvasthoudende stoffen gebruikt om huid of haar minder te laten uitdrogen. Haar wordt hierdoor minder statisch.
Daarnaast zorgen bevochtigingsmiddelen er ook voor dat het product beter aan de huid kleeft en zodoende makkelijker dun over de huid uit te smeren is.
Voorbeelden van bevochtigingsmiddelen zijn:
- glycerine
- glyceroltriacetaat
- propyleenglycol
- sorbitol
- ureum
- xylitol